# Michaela Vernerová
Michaela Vernerová (* 15. September 1973 in Slaný) ist eine ehemalige tschechische Judoka. Sie war Weltmeisterschaftsdritte 1999 und Europameisterschaftszweite 1997.

## Sportliche Karriere
Die 1,67 m große Michaela Vernerová kämpfte bis 1997 im Halbmittelgewicht, der Gewichtsklasse bis 61 Kilogramm. 1990 gewann sie, noch für die Tschechoslowakei startend, eine Bronzemedaille bei den Juniorenweltmeisterschaften. 1991 belegte sie den fünften Platz bei den Junioreneuropameisterschaften. Bei den Europameisterschaften 1993 trat sie erstmals für das jetzt selbständige Tschechien an, schied aber in der ersten Runde gegen die Britin Diane Bell aus. Bei den Weltmeisterschaften 1993 unterlag sie in der zweiten Runde der Südkoreanerin Jung Sung-sook. 1994 verlor sie bei den Europameisterschaften in Danzig ihren Auftaktkampf gegen Birgit Blum aus Liechtenstein.
1995 erreichte Vernerová bei den Europameisterschaften in Birmingham das Halbfinale, belegte aber nach Niederlagen gegen Jenny Gal aus den Niederlanden und Catherine Fleury-Vachon aus Frankreich nur den fünften Platz. Bei den Weltmeisterschaften in Chiba bezwang sie die Japanerin Yuko Emoto, schied dann aber gegen Yael Arad aus Israel aus. 1996 unterlag sie bei den Europameisterschaften in Den Haag der Belgierin Gella Vandecaveye im Viertelfinale und schied dann in der Hoffnungsrunde aus. Bei den Olympischen Spielen 1996 in Atlanta verlor sie ihren Auftaktkampf nach 1:43 Minuten gegen die Venezolanerin Xiomara Griffith. Ihre erste Medaille bei internationalen Meisterschaften in der Erwachsenenklasse gewann Michaela Vernerová bei den Europameisterschaften 1997 in Ostende. Sie erreichte das Finale mit einem Sieg über die Polin Irena Tokarz, im Finale unterlag sie Gella Vandecaveye. Bei den Weltmeisterschaften in Paris scheiterte sie in der ersten Runde an der Ukrainerin Alla Klimovich. 
Nach der Neuordnung der Gewichtsklassen kämpfte Vernerová ab 1998 im Leichtgewicht, der Gewichtsklasse bis 57 Kilogramm.
1998 belegte sie den siebten Platz bei den Europameisterschaften in Oviedo. Ende 1998 erreichte sie in Prag das Finale bei den Weltmeisterschaften der Studierenden und gewann Silber hinter Sulfija Hüsejnowa aus Aserbaidschan. Im Januar 1999 belegte sie den dritten Platz beim Fukuoka Cup. Bei den Europameisterschaften in Bratislava unterlag sie im Halbfinale der Spanierin Isabel Fernández, mit einem Sieg über die Ukrainerin Ivana Remitska erkämpfte sie eine Bronzemedaille. Anderthalb Monate später gewann sie hinter der Kubanerin Driulis González Silber bei der Universiade in Palma de Mallorca. Drei Monate später fanden in Birmingham die Weltmeisterschaften 1999 statt. Michaela Vernerová unterlag im Halbfinale Driulis González, gewann aber den Kampf um eine Bronzemedaille gegen Sulfija Hüsejnowa.
Im Mai 2000 bei den Europameisterschaften in Breslau unterlag sie im Halbfinale der Schwedin Pernilla Andersson, mit einem Sieg über die Britin Jennifer Brien gewann Vernerová eine Bronzemedaille. Bei den Olympischen Spielen in Sydney schied sie im Auftaktkampf gegen die Italienerin Cinzia Cavazzuti aus. 2000 gewann Vernerová auch ihren einzigen tschechischen Meistertitel. Ende des Jahres belegte sie den dritten Platz bei den Weltmeisterschaften der Studierenden. Anfang 2001 erreichte sie das Finale beim Tournoi de Paris und unterlag dann der Japanerin Kie Kusakabe. Bei den Europameisterschaften in Paris unterlag sie im Kampf um Bronze Cinzia Cavazzuti. Im September 2001 gewann sie noch einmal Bronze bei der Universiade in Peking.